# Malaysia Open 1962
Die Malaysia Open 1962 im Badminton fanden vom 7. bis zum 9. September 1962 in Malakka statt. Es war die 21. Austragung der internationalen Titelkämpfe im Badminton von Malaysia.

## Finalresultate
| Disziplin    | Sieger                   | Finalist                    | Ergebnis         |
| ------------ | ------------------------ | --------------------------- | ---------------- |
| Herreneinzel | Charoen Wattanasin       | Channarong Ratanaseangsuang | 15-4, 7-15, 15-8 |
| Dameneinzel  | Tan Gaik Bee             | Jean Moey                   | 11-1, 11-2       |
| Herrendoppel | Teh Kew San George Yap   | Ng Boon Bee Tan Yee Khan    | 15-8, 15-4       |
| Damendoppel  | Tan Gaik Bee Ng Mei Ling | Kok Lee Ying Anne Keong     | 15-9, 15-9       |
| Mixed        | Teh Kew San Ng Mei Ling  | Ng Boon Bee Tan Gaik Bee    | 15-11, 15-12     |

## Referenzen
- Annual Handbook of the International Badminton Federation, London, 28. Auflage 1970, S. 224–226
- https://eresources.nlb.gov.sg/newspapers/Digitised/Article/straitstimes19620910-1.2.108.4
- https://eresources.nlb.gov.sg/newspapers/Digitised/Article/straitstimes19620908-1.2.113.7